# Daewoo Nubira
El Daewoo Nubira es un automóvil de turismo del segmento C producido por el fabricante surcoreano GM Daewoo entre los años 1997 y 2002. Diseñado por el I.DE.A Institute, el modelo reemplazó al Nexia, que estaba basado en el Opel Kadett E. El sucesor del Nubira, el Chevrolet Optra, se estrenó en el año 2002. En algunos mercados europeos, este nuevo modelo conservó la denominación Daewoo Nubira durante algunos años. Nubira es una palabra en esperanto que significa 'que va por las nubes'. 
El Nubira es un cinco plazas con motor delantero transversal y tracción delantera, con cajas de velocidades Manual de Daewoo Motor (DMC) y Automáticas de GM (GM4T40E)y ZF (ZF 4HP14H y ZF 4HP16H)  que se fabricó con carrocerías sedán de cuatro puertas y Familiar y Nothback ambas de cinco puertas. Sus Cinco motores eran gasolina de cuatro cilindros en línea: un 1.5 Litros 86 CV 16 Válvulas el A15DMS un 1.6 litros de 103 CV y 16 Válvulas el A16DMS un 1.8 Litros 121 Cv y 16 Válvulas el C18SED un 2.0 litros de 110 CV de 8 Válvulas el X20NED y un 2.0 litros de 133 CV. y de 16 válvulas el X20SED. La mayoría de los motores son de Origen GM-OPEL
En Venezuela se vendieron las tres ediciones hasta la mitad del año 2002, cuando Daewoo se envuelve en problemas legales y pasa a manos de GM. A partir de este momento el Nubira fue rebautizado y lanzado como Optra en 2004 y registrado bajo Chevrolet, con motorización de 1.8 litros con 16 válvulas y potencia de 121 cv. En 2008 su diseño es cambiado y renombrado como Optra Advance con motor de misma potencia al Optra de 2004-2007. En este país compite con el Toyota Corolla, el Venirauto Centauro, a contra parte Ford Venezuela presenta el Focus con motor de 2.0 litros. 